# Xã Oregon, Quận Wayne, Pennsylvania
Xã Oregon (tiếng Anh: Oregon Township) là một xã thuộc quận Wayne, tiểu bang Pennsylvania, Hoa Kỳ. Năm 2010, dân số của xã này là 781 người.